# Four-Phase Systems
Four-Phase Systemsはかつてあったアメリカのコンピュータ企業である。

## 概要
フェアチャイルドセミコンダクターに勤務していたLee BoyselがMOS半導体を使用したコンピュータを製造する目的でロバート・ノイスから出資を引き出して設立された。ノイスの経営方針でそれらの自社製の半導体は自社製品のみに搭載して販売されることにより、これがマイクロコンピュータの黎明期において同社の市場を限定的なものに留め、積極的に外販したインテルとの明暗を分けることになったとされる。ノイスは$50000ドルを同社に投資しており、
コーニングも主要な株主だった。
同社の端末はあくまでもIBMのメインフレームの端末という位置づけで、この方針は導入する顧客に対して潜在的なリスクを回避することが可能で必要であればいつでもIBMの純正品に置き換えることができるという選択肢と安心感をもたらした。これらの方針は同時期に設立されたViatronとは悉く対照的だった。Four-Phaseは独自の集積回路を製造しようとはしなかったものの、Cartesian社から独自仕様のMOSチップの供給を受けた。1971年6月より同社の端末はイースタン航空、バンカーズ・トラスト、マクドネル・ダグラス、ユナイテッド航空等でIBMの同等の純正機のおよそ半額で導入され、顧客には好意的に受け入れられた。
1973年3月以降、同社は3929台の端末を備えた347台のシステムを131社に納入した。
1970年4月に後に4004と呼ばれるマイクロプロセッサの設計にフェデリコ・ファジンが着手した当時、BoyselとMurphyは必要であれば同社の端末に使用されていたAL1を外販する事によって潜在的な市場を手中に収める事も可能だった。BoyselはAL1の革新性を見極めることができなかった。AL1は複数のチップを必要としており、真のマイクロコンピュータではなかった。同社の事業は限定的に留まり、1982年にモトローラへ株式交換で売却された。